# Дидактичне мистецтво

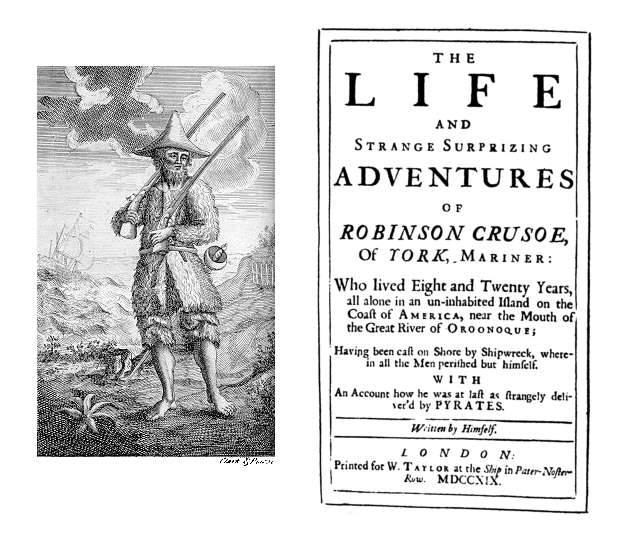
Перше видання роману Даніеля Дефо «Робінзон Крузо»

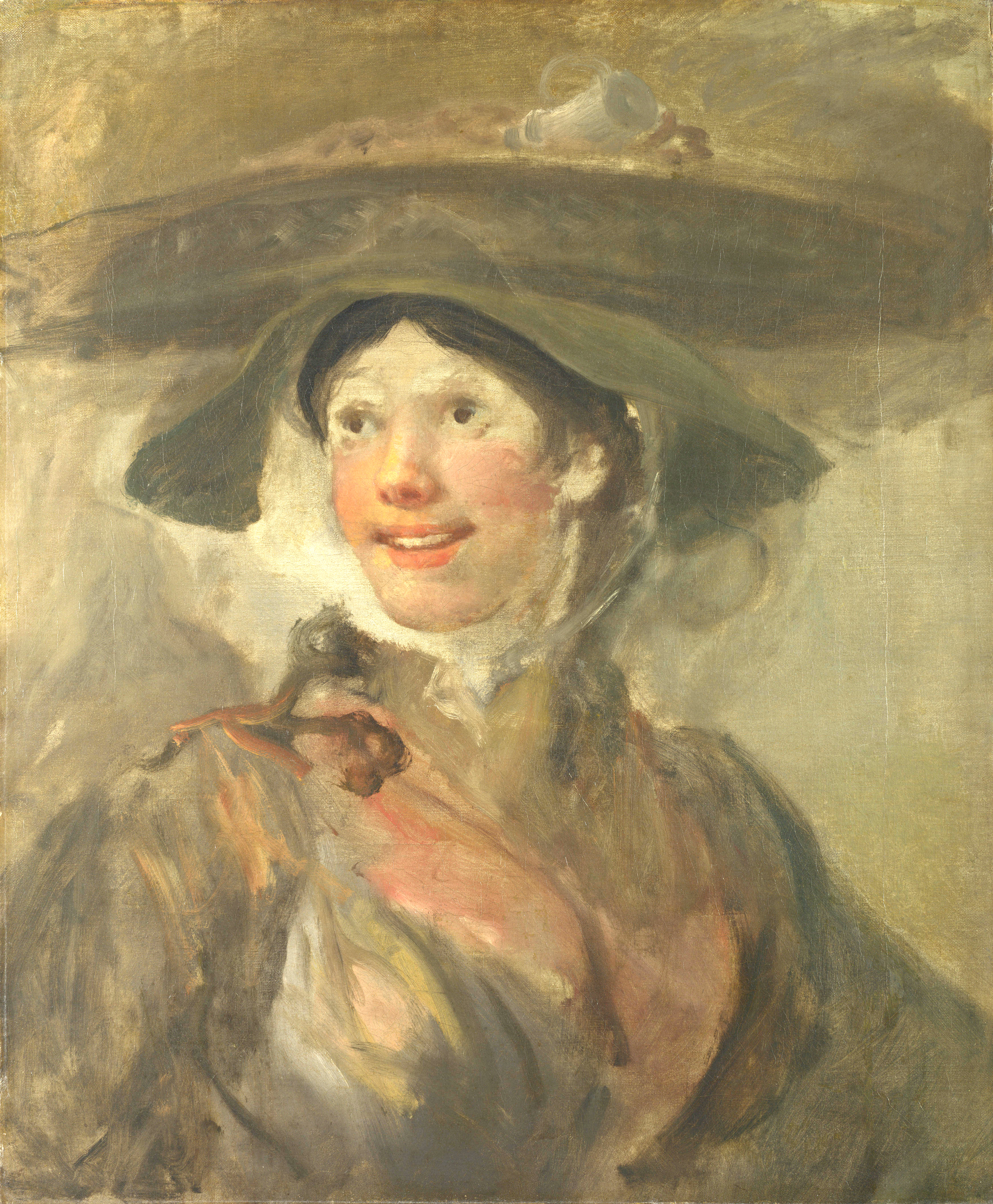
Вільям Хогарт. Дівчина з креветками (Лондонська національна галерея)

Дидакти́чне мисте́цтво (фр. art didactique, англ. didactic art), моралізуюче мистецтво — художній напрям у європейському та світовому мистецтві доби Просвітництва (XVIII сторіччя). Термін «дидактичне мистецтво» був запропонований одним з представників напряму — Жаном-Жаком Руссо у 1750 році; авторство визначення «моралізуюче мистецтво» належить Дені Дідро.
На відміну від класицизму, що розмежовував чуттєве і логічне начала особистості, «дидактичне мистецтво» утверджувало природну цілісність людини. Для нього були властиві не лише дух моралізаторства і дидактизм, але й своєрідний реалізм — «вірність деталям» як необхідної умови правдивості художнього зображення. Саме тому літературознавець Ян Вотт називав цей напрям в літературі «формальним реалізмом» — тобто реалізмом насамперед за формою. В радянських та пострадянських наукових працях поширене «часове» визначення — «просвітницький реалізм». Обидва терміни застосовуються і для того, щоб підкреслити відмінність мистецтва XVIII сторіччя від реалізму XIX століття
На відміну від реалістів XIX століття, для митців доби Просвітництва, реалізм був лише формою, засобом спілкування з читачем та глядачем, способом здобути його довіру. Справжнім завданням митця насправді вважали не відтворення реальності як такої, а розважання та виховання читача або ж глядача шляхом занурення у створені автором обставини. Твір грав роль своєрідної притчі. Звідси — притаманне представникам напрямку прагнення не лише до моралізаторства, але й до «перевдягання» та розповіді від першої особи. Максиміліан Новак взагалі визначав першу половину XVIII сторіччя «Добою перевтілення» (англ. Age of Disguise). 
Дідро, обґрунтовуючи теорію драми, визначав її як «драму положень», тобто сповненою реальних, історично-конкретних деталей соціального буття людини, становища героїв у суспільстві. Мовою мистецтва митці, що належали до «дидактичного» напряму, прагнули повідомляли суспільству про суперечності життя, наводили історично-конкретні виразні деталі таких суперечностей. «Дидактичному мистецтву» властивий демократизм: герой зазвичай був доброчесним від природи, а джерелом поширення невігластва та обмеженості було середовище, в якому він діяв.
Батьківщиною «дидактичного мистецтва» стала Британія — найяскравішими його представниками в літературі були Даніель Дефо, Джонатан Свіфт і Генрі Філдінг, а в образотворчому мистецтві — Вільям Хогарт. Водночас за живописною манерою твори Хогарта є близькими до мистецтва рококо, яке в цей час досягло найвищого розквіту на континенті.
У Франції з «дидактичним мистецтвом» пов'язані імена Дені Дідро, Вольтера, П'єра Бомарше, Жана-Жака Руссо, Жана Батиста Шардена, в Німеччині — Готгольда Лессінга і Фрідріха Шиллера.
З середини XVIII сторіччя «дидактичне мистецтво» — спочатку в Британії, а потім в континентальній Європі — поступилося місцем сентименталізму, елементи якого були присутні у творчості багатьох представників «дидактичного» напрямку.